# Tomasz Chlebowski
Tomasz Chlebowski (ur. 21 czerwca 1954 w Warszawie) – polski przedsiębiorca, astronom i popularyzator nauki, działacz opozycji w okresie PRL.

## Życiorys
Ukończył XXXIII Liceum Ogólnokształcące im. Mikołaja Kopernika w Warszawie.

### Astronom
Będąc studentem astronomii na Uniwersytecie Warszawskim w latach 1972–1977 był uczniem Włodzimierza Zonna i Stefana Piotrowskiego, a później m.in. Józefa Smaka. Już w czasie studiów współuczestniczył w obserwacjach klasycznej nowej V1500 Cygni, które pozwoliły określić prawdziwą naturę tego układu. Będąc studentem, koordynował pracę zespołów zbierających dane dotyczące obserwacji komet jednopojawieniowych, pozwalających na stworzenie – po wielu latach – ich pierwszego katalogu. Był również przewodniczącym koła naukowego. W 1977 roku ukończył studia przedstawiwszy pracę magisterską p.t. Nieradialne oscylacje wolno rotujących białych karłów pod kierunkiem (wtedy) doc. Wojciecha Dziembowskiego. Po studiach specjalizował się w analizie stabilności białych karłów, później – w badaniu promieniowania rentgenowskiego gwiazd. Prowadził również obserwacje zmiennych kataklizmicznych, np. w 1981 roku V1500 Cygni za pomocą wtedy jednego z paru najpotężniejszych teleskopów na świecie (MMT, był pierwszym Polakiem obserwującym tym teleskopem), w tymże roku odkrył gwiazdę HL Canis Majoris – zmienną typu Z Camelopardalis. Na Uniwersytecie Warszawskim obronił pracę doktorską w 1983 roku z astronomii (na temat: Właściwości rentgenowskie mgławicy Carina, której promotorem był Kazimierz Stępień) i habilitacyjną w 1990 roku z fizyki (na temat: Własności rentgenowskie gorących gwiazd). Pracował w Centrum Astronomicznym im. Mikołaja Kopernika PAN (w latach 1976–1977 i 1978–1981), na Uniwersytecie Warszawskim (w latach 1977–1978 i 1981–1993) oraz w Harvard-Smithsonian Center for Astrophysics w USA (w latach 1980–1981 i 1986–1988). W 1988 roku i w 1989 roku pracował w JILA (wspólny instytut Uniwersytetu Kolorado w Boulder i National Institute of Standards and Technology) oraz w Kitt Peak National Observatory należącym do National Optical Astronomy Observatory w Stanach Zjednoczonych (prowadził m.in. obserwacje gwiazd typu O za pomocą 4-metrowego teleskopu Mayalla). W latach 1985–1987 pełnił obowiązki zastępcy dyrektora Obserwatorium Astronomicznego Uniwersytetu Warszawskiego.
Jest autorem kilkudziesięciu prac naukowych.
Tomasz Chlebowski zajmował się również popularyzacją astronomii. W latach 1978–1986 był redaktorem działu astronomicznego miesięcznika „Delta”. Jest również współautorem książki dla dzieci Zobaczcie inaczej: matematyka, fizyka i astronomia porządkują świat (Wydawnictwo Alfa, Warszawa 1986), popularyzującej wiedzę matematyczną, fizyczną i astronomiczną.
W 1989 roku Tomasz Chlebowski ustanowił własne stypendium dla wybitnych studentów astronomii. Laureatami tego stypendium byli m.in.: Krzysztof Stanek (1991), Andrzej Kudlicki (1994), Przemysław Woźniak (1995) i Arkadiusz Olech (1996).

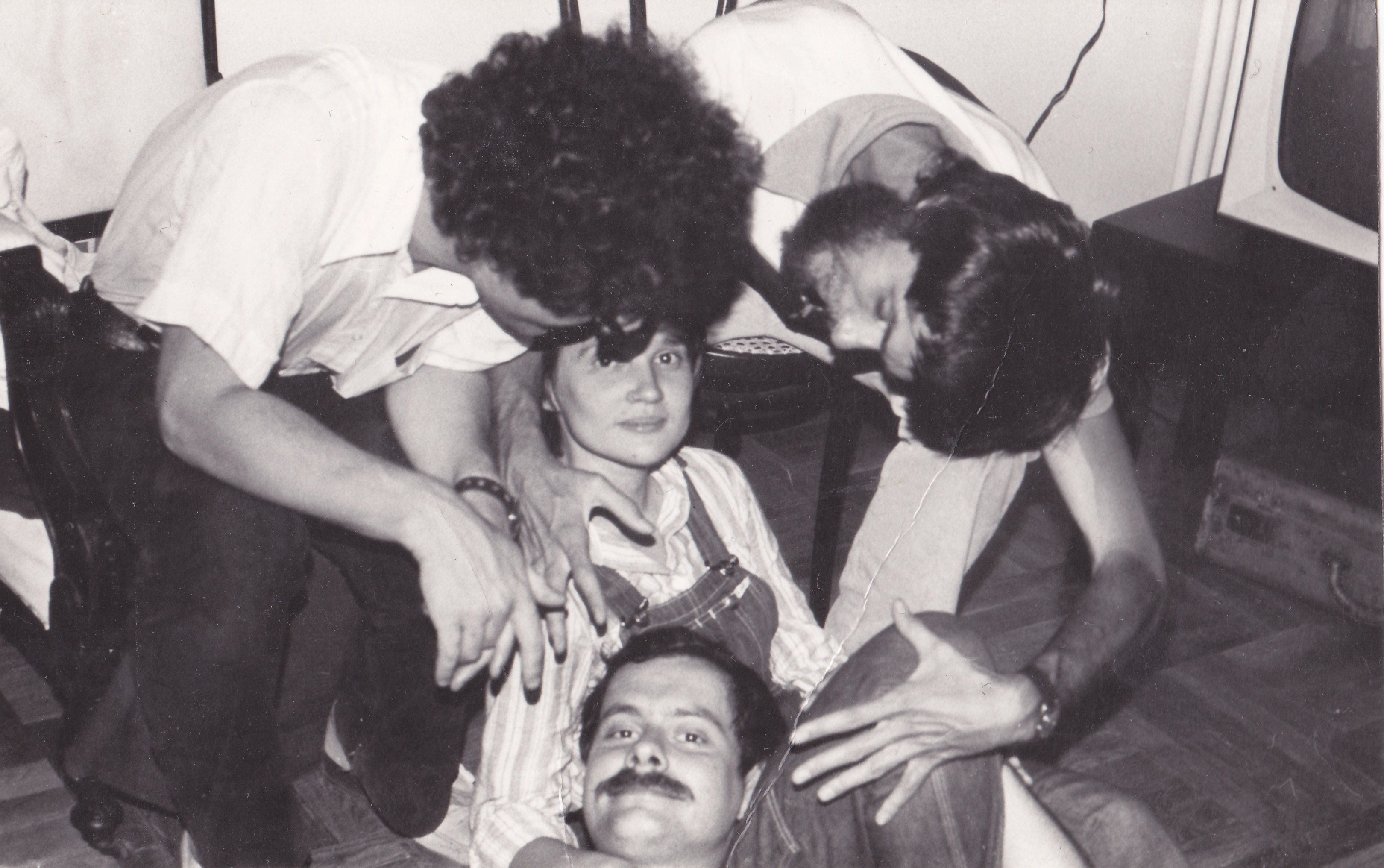
Elżbieta Regulska w jej mieszkaniu w 1978 roku: po lewej Marek Beylin, po prawej – Rafał Zakrzewski, na dole – Tomasz Chlebowski

### Działacz opozycji demokratycznej w PRL
W latach 1976–1980 był współpracownikiem KOR, KSS „KOR” i Niezależnej Oficyny Wydawniczej. Organizował druk i dystrybucję wydawnictw niezależnych (Komunikatu KOR i KSS „KOR”, Biuletynu Informacyjnego KSS „KOR”, „Głosu”, „Robotnika”, „Placówki”, „Opinii” i innych). W czasie wizyty papieża w 1979 roku m.in. był jedną z osób znających języki obce, które dyżurowały w mieszkaniu Jacka Kuronia, informując dziennikarzy zagranicznych o bieżących wydarzeniach.
W związku z tą działalnością był represjonowany przez funkcjonariuszy aparatu państwowego. Był wielokrotnie zatrzymywany, został usunięty z pracy i studiów doktoranckich, miał dwuletni zakaz wyjazdów za granicę. W 1980 roku zrehabilitowany przez tzw. Komisję Szaniawskiego. W 1981 roku wstąpił do „Solidarności”, został przewodniczącym struktur związku w Obserwatorium Astronomicznym UW, wspierał Agencję Prasową Solidarność (AS), uczestniczył w strajkach studenckich. Po wprowadzeniu stanu wojennego kontynuował działalność opozycyjną w podziemiu (m.in. w ramach Regionalnej Komisji Wykonawczej NSZZ „Solidarność” Region Mazowsze). Zajmował się m.in. ochroną pozostającego w ukryciu Zbigniewa Bujaka. Od marca 1982 roku do 1988 roku pracował w „Tygodniku Mazowsze”. W czerwcu 1983 roku przejął Jana Lityńskiego przebywającego wtedy na przepustce z więzienia przy ul. Rakowieckiej i sprowadził go do „podziemia” (Lityński już nigdy nie wrócił do więzienia). Był pierwszym łącznikiem między Biurem RKW Mazowsze prowadzonym przez Ewę Kulik a Redakcją Tygodnika Mazowsze. Następnie był szefem wszystkich łączników Redakcji. Był również głównym organizatorem sieci kolporterów Tygodnika Mazowsze w Polsce.
Zorganizował ogólnopolską sieć komunikacji między podziemnymi regionami, przekazywania informacji z regionów do Tygodnika Mazowsze oraz obsługującej kontakty ze wszystkimi innymi strukturami podziemnymi; była to wtedy największa niezależna sieć informacyjna w Polsce. Przekazywał również matryce Tygodnika do regionów. Był ponadto m.in. odpowiedzialny za bezpieczeństwo Redakcji.
Jest autorem kilku opracowań dotyczących ruchu niezależnego, które ukazały się w Tygodniku Mazowsze.
W 1989 pracował przy tworzeniu „Gazety Wyborczej”, w której był odpowiedzialny za informatyzację redakcji.

### Menedżer
W 1990 roku otworzył działalność gospodarczą pod firmą „Tomasz Chlebowski”, która rozrosła się w jedną z największych grup przedsiębiorstw informatycznych w Polsce. Firma ta była pierwszym polskim dystrybutorem Intela i OEM Microsoftu, już w 1993 roku, a od 1994 roku przez wiele lat była wyłącznym polskim dystrybutorem Kingston Technology. W jej ramach pełnił funkcje prezesa zarządów w Grupie TCH, m.in.: w przedsiębiorstwie dystrybucyjnym TCH Components SA, przedsiębiorstwie integracyjnym TCH Systems SA, przedsiębiorstwie doradczym TCH Consulting, agencji komunikacji marketingowej 4C Sp. z o.o. i innych. Na przyjęciu z okazji 5-lecia firmy, w 1995 roku Jacek Kuroń, wtedy kandydat na urząd prezydenta Rzeczypospolitej Polskiej, miał wykład o etyce w biznesie. W 1996 roku Tomasz Chlebowski został laureatem nagrody Info Star w kategorii osiągnięć biznesowych, wszedł tym samym w skład kapituły tej nagrody, a firmy Grupy TCH i ich produkty były laureatami innych prestiżowych nagród. W 1999 roku znalazł się – wraz z żoną – na 47. pozycji wśród najbogatszych Polaków tygodnika „Wprost”. Po upadku największego z przedsiębiorstw Grupy TCH w 2000 roku sprzedał część pozostałych udziałów BRE Bankowi i w ramach tej transakcji został wiceprezesem zarządu spółki akcyjnej Optimus, której BRE Bank był wtedy znaczącym akcjonariuszem. Przeprowadził organizacyjnie podział spółki na Optimus i Onet.pl. W latach 2003–2010 był zastępcą dyrektora Naukowej i Akademickiej Sieci Komputerowej i dyrektorem handlowym NASK. Od 2011 roku (do 2019 roku) był prezesem zarządu spółki ComCERT SA (którą założył wspólnie z Mirosławem Majem) zajmującej się bezpieczeństwem sieci teleinformatycznych. Od października 2012 roku był wiceprezesem zarządu Fundacji Bezpieczna Cyberprzestrzeń, następnie, do (24 kwietnia 2024 roku) jej prokurentem. W 2019 roku sprzedał akcje ComCERT SA firmie Asseco Poland, wprowadzając spółkę do Grupy Asseco i pozostając do końca 2021 roku wiceprezesem jej zarządu. Od początku 2022 roku do lutego 2024 roku był doradcą zarządu i prokurentem tej spółki. Przeszedł na emeryturę 1 czerwca 2024 roku. Od 24 kwietnia 2024 roku jest członkiem Rady Fundacji Bezpieczna Cyberprzestrzeń.
Jest autorem blisko 100 artykułów dotyczących analiz rynku informatycznego i telekomunikacyjnego w Polsce. Publikował m.in. w: „Gazecie Wyborczej, „Harvard Business Review Polska” (nagroda redakcji za najlepszy artykuł w HBR Polska w latach 2003–2006), „Computerworld”, „CRN”, „PCkurier”, „Manager Magazin”, „MRK”, „Parkiet”, „Świat Telekomunikacji”, „Teleinfo” i „Życiu Warszawy”. Wykładał m.in. dla PTI (szkoły w Mrągowie i Szczyrku), w ramach cyklu „Best Practises” dla Akademii Questusa oraz na SGH.

## Członkostwo w organizacjach
- Polskie Towarzystwo Miłośników Astronomii (1971–1986), członek zarządu Oddziału Warszawskiego
- Polskie Towarzystwo Astronomiczne (1977– ), w latach 1983–1985 i 1991–1993 członek zarządu, skarbnik
- Międzynarodowa Unia Astronomiczna (1991–1993)
- Fundacja Astronomii Polskiej im. Mikołaja Kopernika (1991–1995, w tym też okresie – wiceprezes)
- Komitet Astronomii Polskiej Akademii Nauk (1990–1993)
- Polska Izba Informatyki i Telekomunikacji – jeden ze współzałożycieli (członek w latach 1993–2001, od 1997 – członek prezydium, od 1999 – wiceprezes izby)
- Polskie Towarzystwo Informatyczne (2005–2007)

## Nagrody i odznaczenia
- w 1979 roku – Nagroda Młodych III Stopnia Polskiego Towarzystwa Astronomicznego[51]
- w 1984 roku – Nagroda Młodych I Stopnia PTA[51]
- w 1996 roku – nagroda Info Star w kategorii osiągnięć biznesowych
- w 1999 roku – został wybrany Człowiekiem Roku przez czytelników pisma „Computer Reseller News Polska”[52]
- 31 sierpnia 2011 roku prezydent Bronisław Komorowski odznaczył Tomasza Chlebowskiego Krzyżem Komandorskim Orderu Odrodzenia Polski za wybitne zasługi w działalności na rzecz przemian demokratycznych w Polsce[53]
- w 2017 roku – odznaka honorowa „Działacza opozycji antykomunistycznej lub osoby represjonowanej z powodów politycznych” (nr 2485, 22 marca 2017 roku).

## Wybrane publikacje naukowe
- Photometric Observations of Nova V1500 Cygni (I. Semeniuk, A. Kruszewski, A. Schwarzenberg-Czerny, T. Chlebowski, M. Mikołajewski i J. Wołczyk) 1977, Acta Astronomica, 27, 301.
- Nonradial Oscillations of Slowly Rotating White Dwarfs (T. Chlebowski) 1978, Acta Astronomica, 28, 441.
- Discovery of a New X-ray Emitting Dwarf Nova 1E0643.0-1648 (T. Chlebowski, J.P. Halpern i J. E. Steiner) 1980, Ap. J. (Letters), 247, L35.
- X-ray Spectrum of Capella and its Relation to Coronal Structure and Ultraviolet Emission (R. Mewe, E. H. B. M. Gronenschild, N. J. Westergaard, J. Heise, F. D. Seward, T. Chlebowski, N. P. M. Kuin, A.C. Brinkman, J. H. Dijkstra i H. W. Schnopper) 1982, Ap. J., 260, 233.
- Calibration and Efficiency of the EINSTEIN Objective Grating Spectrometer (F. D. Seward, T. Chlebowski, J.P. Delvaille, J.P. Henry, S. M. Kahn, L. Van Speybroeck, J. Dijkstra, C. Brinkman, J. Heise, R. Mewe i J. Schrijver) 1982, Applied Optics, 21, 2012.
- X-ray Emission of the Carina Nebula and the Associated Early Type Stars (F. D. Seward i T. Chlebowski) 1982, Ap. J., 258, 530.
- X-rays from Eta Carinae (T. Chlebowski, F. D. Seward, J. Swank i A. Szymkowiak) 1984, Ap. J., 281, 665.
- High Resolution Soft X-ray Spectra of Scorpius X-1: the Structure and Circumsource Accreting Material (S. M. Kahn, F. D. Seward i T. Chlebowski) 1984, Ap. J., 283, 286.
- X-ray Properties of Hot Stars. I. On a Dichotomy among O-type Stars (T. Chlebowski) 1984, Acta Astronomica, 34, 191.
- The 67-min X-ray Period of EX Hydrae Observed with EINSTEIN Observatory (J. Heise, R. Mewe, A. Kruszewski i T. Chlebowski) 1987, Astronomy and Astrophysics, 183, 73.
- Photometry and Spectroscopy of Newly Discovered Polar: Nova Cygni 1975 (V 1500 Cyg) (J. Kałużny i T. Chlebowski) 1988, Ap. J., 332, 287.
- On a Polar Nova Cygni 1975 (V 1500 Cyg) (T. Chlebowski i J. Kałużny) 1988, Acta Astronomica, 38, 329.
- The EINSTEIN X-ray Observatory Catalog of O-type Stars (T. Chlebowski, F. R. Harnden Jr. i S. Sciortino) 1989, Ap. J., 341, 427.
- X-ray Emission from O-type Stars: Parameters which Affect it (T. Chlebowski) 1989, Ap. J., 342, 1091.
- Photometry and Spectroscopy of an Old Halo Nova RW UMi (J. Kałużny i T. Chlebowski) 1989, Acta Astronomica, 39, 35.
- On Winds and X-Rays of O-type Stars (T. Chlebowski i C. D. Garmany) 1991, Ap. J., 368, 241.

## Życie prywatne
Tomasz Chlebowski jest synem Cezarego Chlebowskiego i Anny Piskorskiej-Chlebowskiej. Jego rodzicami chrzestnymi są: Janusz Stępkowski i Katarzyna Piskorska. Jest mężem Elżbiety Regulskiej-Chlebowskiej, z którą ma cztery córki: Annę (ur. 1984), Joannę (ur. 1985), Mariannę (ur. 1990) i Zofię (ur. 1998). Mieszka w Warszawie.